# JanLeonardo
JanLeonardo  (Cuxhaven, 30 de julio de 1970) es un fotógrafo alemán, autor y referente de la fotografía artística.

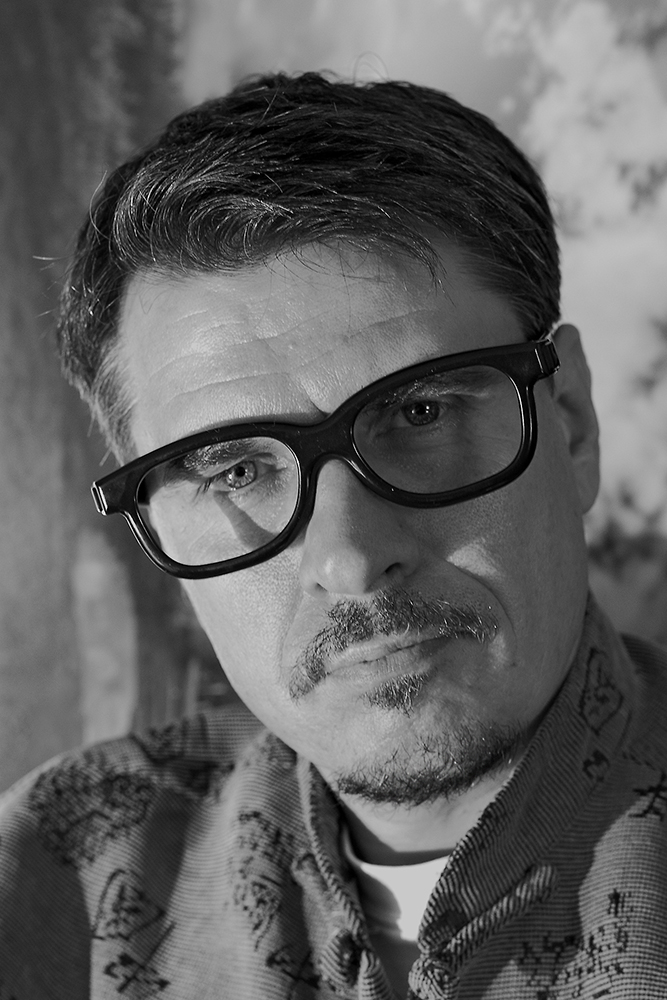
JanLeonardo

## Vida
JanLeonardo comenzó en la fotografía como autodidacta prefiriendo trabajar siempre por las noches. Más tarde se convirtió en asistente del fotógrafo Stephan Meyer-Bergfeld (Reinhardt-Wolf premiadoro). Desde el ano 2005 trabaja como artista exclusivamente con fotografías de exposiciones largas en la oscuridad y en la noche. Su reto es la luz artificial con uso planeado, controlado y coreográfico que se presenta y organiza en actuaciones. Con frecuencia se confunden sus fotografías con fotografías modificadas por programas de edición de imágenes o imágenes totalmente construidas en forma digital. JanLeonardo vive ahora en Bremen.
Él desarrollo entre otras cosas, performances de arte con luces para las empresas Lenovo, Nike, la empresa de modas Diesel y las bandas de música Coldplay y Covenant.
Además de la fotografía organiza seminarios y workshops nacionales e internacionales con el tema de fotografía de arte con luces. En 2013 JanLeonardo inició el concurso “International Light Painting Award” para la formación de la fotografía de arte con luces y pintura con luces. Es una competición mundial premiada por un jurado internacional de industria y arte que se realiza cada dos años. En el año 2013 los premios ascendieron a un valor de 9800 EUR.

## Premios
- Premio Alemán de fotografía científica 2008, 1.er puesto[1]
- WissenSchafftBilder 2008[2]

## Exposiciones
- 2008: Casa de la ciencia en Bremen – Premio de fotografía científica[3]
- 2012: Galerie Art Room9 en München – Night Views[4]
- 2013: Poimena Gallery Tasmania Australia – Luminous Nocturnal[5]
- 2014: Galerie Art Room9 en München – Painting Lights & Jungle Nights[6]

## Publicaciones (elección)
- Faszination Lichtmalerei – JanLeonardo Wöllert & Jörg Miedza – dpunkt Verlag 2010 -ISBN 978-3-89864-669-7 y Painting with Light – JanLeonardo Wöllert & Jörg Miedza – Rocky Nook USA 2011 -ISBN 978-1-933952-74-1

## Comentarios televisivos
- German Light Artist Illuminates Detian Falls - China Central Television (CCTV) – 10 de abril de 2009
- Exposition Internationale de Light Painting LPWA France – 21 de enero de 2014
- Licht gestalten - Jan Leonardo Wöllert - Euromaxx – 30 de diciembre de 2011
- Der einzigartige Stil vom deutschen Fotografen JanLeonardo  - THVL – 18 de octubre de 2013
- El artista Jan Leonardo Wöllert en nuestra serie"Juegos de luces" - Euromaxx – 16 de abril de 2012
- Lichtkünstler – JanLeonardo (LAPP-PRO) - Radio Bremen – 8 de octubre de 2009
- Lichtkunst unterm Hirschgarten/München - München TV – 10 de mayo de 2014

## Menciones
- Lichtfang / Gestalten mit Lichtgrafik – Jeanette Bohn – Tesis de Maestría FH Wiesbaden 2009
- Tangible High Touch Visuals – Klanten, Ehrmann, Hübner - Die Gestalten Verlag GmbH 2009 – ISBN 978-3-89955-232-4
- Die wilde Seite der Fotografie – Cyrill Harnischmacher Hrsg. – dpunkt Verlag 2009 ISBN 978-3898646697
- Night Photography – Lance Keimig - Focal Press USA 2010 – ISBN 978-0-240-81258-8
- Licht - Gestaltung und Technologie - Bergische Universität Wuppertal, Fachbereich F – Design und Kunst, Sommersemester 2011 - Forschungs- und Lehrgebiet Professor Jürg Steiner – Dajana Richter[7]
- Light Painting und die Veränderung durch die Digitale Fotografie mit besonderer Beachtung von LAPP – Dipl-Ing Lydia Mantler- Tesis de maestría FH St. Pölten 2014[8]